# Andersen Dōwa Ningyo Hime
Andersen Dōwa - Ningyo Hime (アンデルセン童話 にんぎょ姫, Anderusen Dōwa Ningyo Hime, lit. "Os Contos de Fadas de Andersen: A Princesa Sereia") é um filme japonês de anime baseado no conto de fada A Pequena Sereia de Hans Christian Andersen. Foi lançado em 21 de março de 1975 pela Toei Animation. Ao contrário da adaptação do filme de animação da Walt Disney Pictures que foi lançado 14 anos depois, esta versão está mais próxima da história original de Andersen, simplesmente na preservação do final trágico original. Os protagonistas são a filha mais nova Marina da família real do Tritão, e seu melhor amigo Fritz, um golfinho Atlântico. No Japão, este filme foi mostrado na Toei Manga Matsuri (Toei Cartoon Festival) em 1975. O filme foi lançado no Brasil em VHS, dublado em português da versão americana feita pela G. G. Communications, Inc. e Prima Film, Inc, e distribuído pelo Grupo Paris Filmes em 8 de setembro de 1979.

## Enredo
O filme começa em live-action na Dinamarca.  A partir daí uma narradora explica ao público como a Dinamarca é um destino turístico popular. Ela também afirma que muitos contadores de histórias nasceram na Dinamarca, e o mais famoso deles é Hans Christian Andersen.  Depois de explicar como este homem escreveu belas histórias, a narradora termina as explicações, ao mencionar que a história mais famosa de Andersen é "A Pequena Sereia," originada da Dinamarca.  Depois de uma breve curta de live-action no oceano e no título da abertura (com uma canção de sereia no fundo), a cena se dissolve em um anime 2D desenhado à mão.
Marina, a sereia mais nova e mais bonita da família real, tem curiosidades sobre o mundo humano. Ela sempre tenta ir até a superfície com suas seis irmãs mais velhas, mas é proibida porque ela não cresceu ainda. Um dia, enquanto explorava dentro de um navio afundado, ela descobre uma estátua de um garoto humano e começa a sonhar acordada. Ela decide que está pronta para ver o mundo de cima e ignorando os desejos de sua família, ela foge com seu melhor amigo Fritz o golfinho. Momentos depois de emergir das profundezas, ela vê um belo príncipe em um navio, o mesmo rapaz da estátua. De repente, a bruxa do mar cria uma tempestade, jogando-o no mar. Marina salva o belo príncipe e nada com ele até à beira-mar. Ela deixa-o na praia quando o sol nasce e as pessoas logo chegam. Marina cai profundamente no amor e quer desesperadamente se tornar um ser humano. Buscando a ajuda da Bruxa do Mar, Marina desiste de sua vida como sereia e sua voz para ganhar pernas. Ela foi informada de que se o príncipe se casar com outra mulher, ela vai se transformar em bolha de espuma no mar na manhã seguinte. Apesar dos perigos, ela está disposta a arriscar tudo para o romance puro e genuíno. A Bruxa do Mar leva a voz da Marina em troca das pernas. Com lágrimas nos olhos, ela se despede de sua família e do Fritz, e depois ela vai para a superfície. Na manhã seguinte, ela é achada pelo príncipe.
Marina vive com o príncipe durante um mês, onde nesse tempo o vínculo de amizade se torna mais forte e logo floresce verdadeiro e perto do romance. O príncipe a chama de "Princesa Sereia", porque ela veio a ele a partir do mar e não pode dizer-lhe o seu próprio nome como ela é agora muda. O príncipe diz a ela como seus pais querem que ele se case com uma princesa de outro reino. No entanto, a única garota que ele quer se casar é a única que salvou sua vida. Infelizmente, o príncipe não sabe que Marina é a pessoa que o salvou. Ele erroneamente acredita que ela seja a garota de cabelos negros que o achou na praia depois que Marina o havia resgatado. Como ele não pode encontrá-la, ele deseja se casar com Marina. No entanto, quando é forçado a conhecer a princesa que seus pais querem que ele se case, ele descobre que a princesa estrangeira é a garota de cabelos negros. Cheio de alegria, ele se organiza para se casar com ela imediatamente, partindo o coração de Marina.
Na noite anterior, quando ela está prestes a morrer, suas irmãs vem visitá-la. Elas dão pra Marina uma adaga que compraram da Bruxa do Mar em troca de seus cabelos. Suas irmãs dizem a ela que se ela apunhalasse o príncipe através do coração, ela se transformaria em uma sereia novamente e podia voltar para a sua antiga vida no mar. Marina aceita a adaga. No entanto, quando ela tenta esfaquear o príncipe, não consegue porque ela o ama demais e por isso não teve coragem de matá-lo. Ela vai para a proa do navio, tendo decidido que a felicidade do príncipe é a sua felicidade, e mesmo quase virando bolhas de espuma no mar, ela pode estar sempre ao seu redor. Assim quando ela joga a adaga mágica para o mar, brilha um vermelho sangue, o que acorda o príncipe. Ele corre para o convés e vê Marina, prestes a pular do navio. Ele chama o nome dela, e corre para ela, mas ela salta para fora do navio. Como ele chama seu nome uma última vez, ele olha para ver o que ela deixou para trás, seu grampo de cabelo, a pérola e uma escala de sua cauda. Ele pega os dois, e fica confuso ao mar. Quando o sol nasce, o corpo de Marina gira lentamente e começa a espumar e sobe para o céu. O príncipe se lembra agora que ela foi, de fato, aquela que o havia salvo. O espírito de Marina vai para o Paraíso por causa do seu auto-sacrifício, quando Fritz chama seu nome.
A narradora então fala mais uma vez, explicando para o público que a alma da sereia foi para o Paraíso e a cena se dissolve de volta em live-action na Dinamarca. Na cena final do filme, mostram-nos a estátua da Pequena Sereia, a narradora termina o filme, assegurando-nos de que a pequena sereia, com sua coragem, bravura e história, continuará a guiar a humanidade agora e para sempre.

## Personagens
Princesa Marina (マリーナ, Mariina Hime)
Voz de: Fumie Kashiyama
Ela é a sexta princesa do reino submarino e a mais jovem de suas irmãs, com apenas 14 anos. Ela é uma sereia loira, doce e bonita e é conhecida por ter a voz mais bonita do reino. Ela é curiosa sobre o mundo e gosta coletar itens que vêm da superfície. Ela se apaixona por um príncipe humano e sacrifica sua voz em troca de se tornar humana e ficar com ele.
Fritz (フリッツ, Furittsu)
Voz de: Mariko Miyagi
Um golfinho Atlântico azul, e a melhor amiga de Marina. Na verdade, Fritz ama Marina, mas ela não o vê como um interesse romântico. Ele sente muita falta de Marina e se preocupa com ela constantemente depois que ela saiu do mar.
Príncipe Fjord (フィヨルド王子, Fiyorudo Ouji)
Voz de: Taro Shigaki
Ele é corajoso e bem treinado nas artes militares. Fjord é pressionado a um casamento arranjado pelo bem do reino, mas não gosta disso. Ele sempre quis se casar com a menina que o salvou. O Fjord não lembra que Marina é a pessoa que o resgatou, acreditando que quem o salvou foi a Princesa Cecília.
Bruxa do Mar (魔女, Majō)
Voz de: Haruko Kitahama
A bruxa do mar é uma criatura poderosa e temida no reino das sereias. Com a forma imponente de uma gigantesca raia, ela habita uma fortaleza protegida por lulas colossais. Seu alimento favorito é o sangue vivo, o que contribui para sua reputação assustadora. Embora seja temida pelos habitantes do oceano, a bruxa não age movida por maldade. Quando Marina deseja reencontrar o príncipe Fjord, ela lhe oferece concedê-la a chance de se tornar humana em troca de sua voz.
Princesa Cecília (スオミの姫, Suomi no Hime)
Voz de: Rihoko Yokota
A princesa de cabelos negros do Reino de Suomi. Ela cuida do Príncipe Fjord após Marina o ter resgatado e teve que deixá-lo na praia. Fjord não tinha nenhuma lembrança de ter sido resgatado por Marina, e Cecília é a primeira pessoa que Fjord viu quando acordou. É a noiva arranjada de Fjord. O nome dela é incerto em japonês.

## Música
Tema de Abertura
"Anseio" (あこがれ, Akogare)
Canção de Kumiko Osugi, Letras de Tokiko Iwatani, Música e Arranjo de Takekuni Hirayoshi.
Canção de Inserção
"Aquele Eu Esperei Por" (待っていた人, Matteita Hito) Marina's Song na versão americana e Alguém Pra Me Amar na versão brasileira.
Canção de Kumiko Osugi, Letras de Tokiko Iwatani, Música e Arranjo de Takekuni Hirayoshi.